# Dengke
Dengke (kinesiska: 邓柯, 邓柯乡) är en socken i Kina. Den ligger i den autonoma regionen Tibet, i den sydvästra delen av landet, omkring 720 kilometer nordost om regionhuvudstaden Lhasa. Antalet invånare är 6 229. Befolkningen består av 2 949 kvinnor och 3 280 män. Barn under 15 år utgör 32 %, vuxna 15-64 år 63 %, och äldre över 65 år 4,0 %.
Genomsnittlig årsnederbörd är 810 millimeter. Den regnigaste månaden är juli, med i genomsnitt 191 mm nederbörd, och den torraste är december, med 2 mm nederbörd.